# Smokvica (Pag)
Smokvica je naselje u sastavu Grada Paga, u Zadarskoj županiji.

## Povijest
Selo Smokvica nastalo je u drugoj polovici 19. stoljeća, doseljenjem obitelji Negulić iz grada Paga.

## Stanovništvo
Prema popisu iz 2011. naselje je imalo 55 stanovnika.
| broj stanovnika |       |       | 7     | 21    | 13    | 17    | 17    |       | 44    | 52    | 68    | 46    | 39    | 59    | 50    | 55    | 35    |
|                 | 1857. | 1869. | 1880. | 1890. | 1900. | 1910. | 1921. | 1931. | 1948. | 1953. | 1961. | 1971. | 1981. | 1991. | 2001. | 2011. | 2021. |